# Оптичний роз'єм

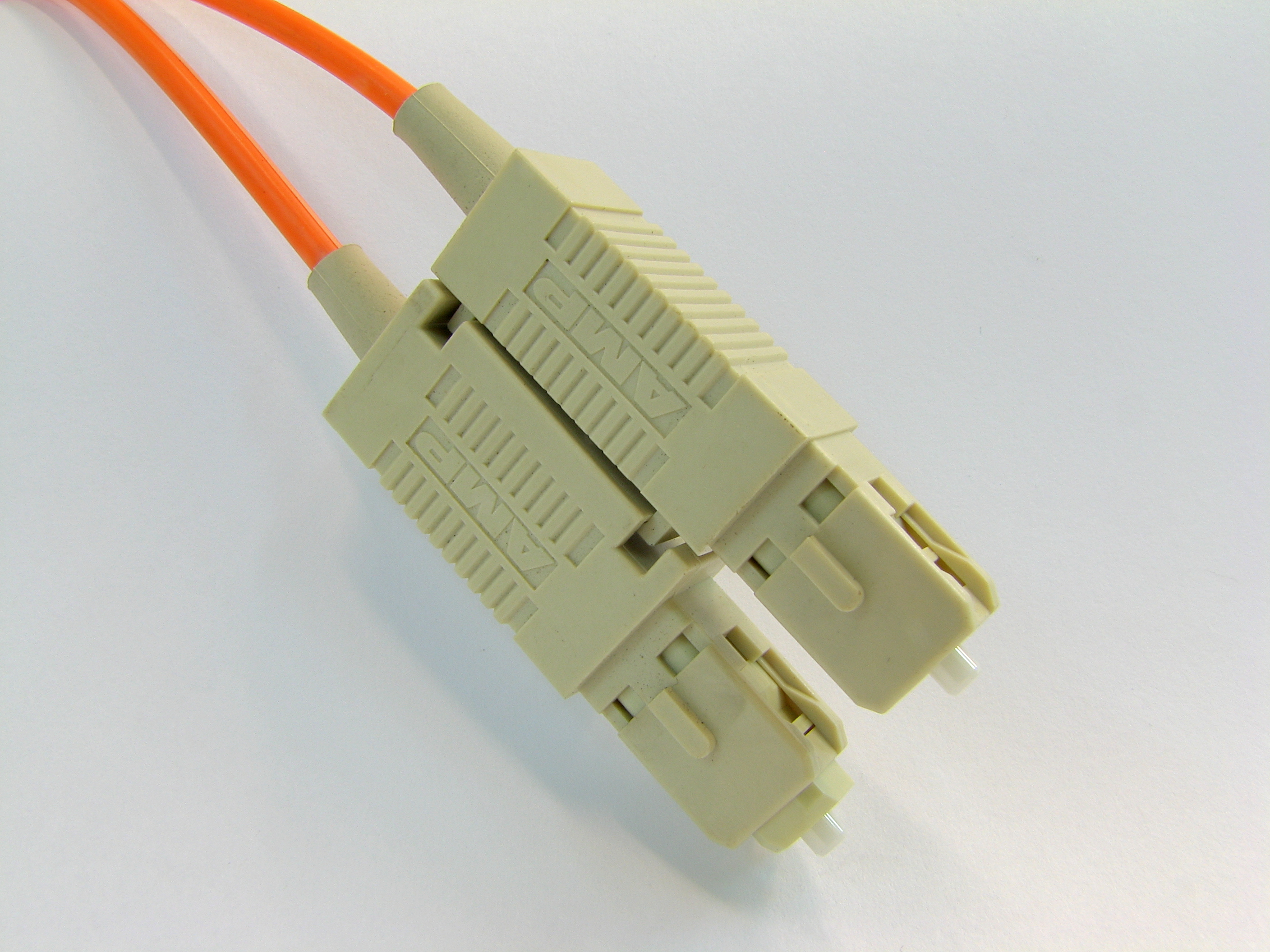
SC — роз'єм (дуплексний варіант)

Опти́чний роз'єм — конструктивний елемент змонтований на кінці оптичного волокна, що дозволяє ергономічну його комутацію у мережі. Роз'єми механічно зщеплюють та укладають серцевини оптичних волокон для безперешкодного протікання світла між двома ланками волокна або між ланкою волокна та телекомунікаційним обладнанням.
Якісні роз'єми сприяють найменш-можливій втраті сигналу у наслідок зсуву чи віддзеркалення променя у зборці.
З'єднання ланок волокна між собою найчастіше виконується не за допомогою оптичних роз'ємів, а за допомогою механічних оптичних з'єднувачів або за допомогою сплавлення методом електродугового сплавлення, котре виконується на відповідних зварювальних апаратах.
Причому механічні оптичні з'єднувачі найчастіше використовують на мережах доступу («Остання миля»), а з'єднання сплавленням використовується на магістральних ділянках мережі, оскільки з'єднання сплавленням забезпечує менше вносиме загасання.